# Кіра Андронікашвілі
Кіра Георгіївна Андронікашвілі (груз. კირა გიორგის ასული ანდრონიკაშვილი; *16 червня 1908, Тифліс — †24 лютого 1960, Тифліс) — грузинська кіноакторка і режисерка кіно. Заслужена артистка Грузинської РСР (1959). Княгиня.

## Біографія
Походила з князівського роду Андронікових. У кінематограф прийшла слідами старшої сестри Нато, яка потрапила в кіно випадково.
У 1923-1928 була акторкою Госкінпрома Грузії, в 1929-1931 — акторкою і помічницею режисера кіностудії «Східфільм».
У 1936 закінчила режисерський факультет ВДІКу (майстерня Сергія Ейзенштейна).
Була асистенткою режисера («Союздетфільм») і режисеркою дубляжу («Грузія-фільм»).
У 1937, слідом за своїм чоловіком Борисом Пильняком, була репресована. Незадовго до арешту встигла відправити сина Бориса до бабусі в Грузію; бабуся його всиновила. 
Реабілітована в 1956.

## Сім'я

### батьки
- Батько — Георгій Олександрович Андроніков (1875-1911), князь, гусарський полковник.
- Мати — Катерина Семенівна Слівіцька (1877-1947).
- Сестра — Нато Вачнадзе (1904-1953), грузинська актрорка.
- Чоловік — Борис Пильняк (псевдонім Бориса Андрійовича Вогау; 1894-1938), письменник.
- Син — Борис Борисович Андронікашвілі (при народженні Пильняк, 1934-1996), письменник, актор, сценарист.

### племінники
- Ельдар Миколайович Шенгелая (1933), грузинський кінорежисер. Син Нато Вачнадзе.
- Георгій Миколайович Шенгелая (1937), грузинський кінорежисер. Син Нато Вачнадзе.
- Кіра Андронікашвілі, акторка.

### онуки
- Марія Борисівна Корольова (до шлюбу Андронікашвілі; 1959), дочка Людмили Гурченко.
- Кіра Борисівна Андронікашвілі (1970), дочка Русудан Хантадзе.
- Олександр Борисович Андронікашвілі (1973), син Русудан Хантадзе.

### правнуки
- Раті Олександрович Андронікашвілі (2001) син Анано Чарквіані.
- Борис Олександрович Андронікашвілі (2006) син Олени Чобан-Заде.
- Маріам Володимирівна Дарчіашвілі (1997), дочка Кіри Андронікашвілі.
- Олена Володимирівна Дарчіашвілі (2001), дочка Кіри Андронікашвілі.
- Марк Олександрович Корольов (1982-1998), син Марії Борисівни Корольової, помер від передозування наркотиками.
- Олена Олександрівна Корольова (1983), дочка Марії Борисівни Корольової.

### праправнуки
- Таїсія Павлівна (2008).

## Фільмографія

### Актриса
- 1924 — "Буревісник"и — Катині
- 1926 — «Нателла»
- 1928 — «Елісо» — Елісо
- 1930 — «Земля жадає» — Джамал
- 1932 — «Пустеля»
- 1941 — «В чорних горах» (короткометражний) — дружина Стефана
- 1943 — «Він ще повернеться» — мати
- 1945 — «Норовливі сусіди»
- 1958 — «Маяковський починався так …» — дама
- 1959 — «Зуб акули» — мати Алі